# Etnologija
Etnologija (narodoznanstvo) je specifična znanost koja se bavi proučavanjem kulture pojedinih naroda. Na engleskom govornom području ona je donedavno nazivana kulturnom antropologijom. Opisni, terenski dio etnologije (etnografija), zahtijeva rad na terenu, često u teško pristupačnim predjelima urođeničkih kultura, pa su uz europsku etnologiju, koja se bavila opisom europskog seljaka, nastale amerikanistika, afrikanistika i oceanistika. Materijalna, socijalna i duhovna kultura tri su teme istraživanja etnologije. 

## Materijalna kultura
Istraživanje oblika privređivanja ili gospodarstva: lov, ribolov, poljodjelstvo, stočarstvo, sakupljanje, voćarstvo i slično. Ovdje naravno pripada i sve ono što je čovjek napravio svojim rukama, tu spadaju: graditeljstvo, odijevanje, nakit, rukotvorstvo, obrti, oružje, jelo i piće, prometna sredstva i trgovačka platežna sredstva.

## Socijalna kultura
Istraživanja obitelji i socijalne organizacije, tajna i totemska društva, dobni razredi, spolni život, običajna prava.

## Duhovna kultura
Sastavni dio ovog oblika kulture je vezan uz umni rad, tu su običaji vezani uz razne poslove, razne igre, ples, razni oblici domorodačke religije, vjerovanja, folklor, usmena književnost, predodžbe o životu i različita znanja.

## Značajni etnolozi
- Johann Gottfried Herder (1744–1803)
- Georg Forster (1754–1794)
- Johann Jakob Bachofen (1815–1887)
- Lewis Henry Morgan (1818–1881)
- Adolf Bastian (1826–1905)
- Edward Burnett Tylor (1832–1917)
- Joseph-Anténor Firmin (1850–1911)
- James Frazer (1854–1941)
- Frank Hamilton Cushing (1857–1900)
- Franz Boas (1858–1942)
- William Halse Rivers Rivers (1864–1922)
- Frances Densmore (1867–1957)
- Marcel Mauss (1872–1950)
- Leo Frobenius (1873–1938)
- Arnold van Gennep (1873–1957)
- Alfred Kroeber (1876–1960)
- Fritz Graebner (1877–1934)
- Alfred Radcliffe-Brown (1881–1955)
- Robert Lowie (1883–1957)
- Bronisław Malinowski (1884–1942)
- Ruth Benedict (1887–1948)
- Leslie White (1900–1975)
- Margaret Mead (1901–1971)
- Julian Steward (1902–1972)
- Edward E. Evans-Pritchard (1902–1973)
- Gregory Bateson (1904–1980)
- Clyde Kluckhohn (1905–1960)
- Meyer Fortes (1906–1983)
- Claude Lévi-Strauss (1908–2009)
- Edmund Leach (1910–1989)
- Fei Xiaotong (1910–2005)
- Max Gluckman (1911–1975)
- Louis Dumont (1911–1998)
- Victor Turner (1920–1983)
- Mary Douglas (1921–2007)
- Eric Wolf (1923–1999)
- Ernest Gellner (1925–1995)
- Clifford Geertz (1926–2006)
- Marvin Harris (1927–2001)
- Fredrik Barth (* 1928)
- Marshall Sahlins (* 1930)
- Pierre Clastres (1934–1977)
- Maurice Godelier (* 1934)
- Marc Augé (* 1935)
- Maurice Bloch (* 1939)
- Paul Rabinow (* 1944)
- Arjun Appadurai (* 1949)
- David Graeber (* 1961)
- Thomas Hylland Eriksen (* 1962)

## Vanjske poveznice

### Sestrinski projekti
|  | Zajednički poslužitelj ima još gradiva o temi etnologija |

### Mrežna mjesta
- LZMK / Hrvatska enciklopedija: etnologija
- LZMK / Proleksis enciklopedija: etnologija
- Hrvatsko etnološko društvo (hrv.) (engl.)
- Institut za etnologiju i folkloristiku, Zagreb
- Odsjek za etnologiju i kulturnu antropologiju Filozofskog fakulteta, Zagreb